# Linea di successione al trono di Bulgaria

Stemma del Regno di Bulgaria

La linea di successione al trono di Bulgaria segue il criterio della legge salica.
La monarchia bulgara è stata abolita nel 1946. Il pretendente al titolo di Zar di Bulgaria è attualmente Simeone II.

## Linea di successione
L'attuale linea di successione a Simeone II è:
1. Boris, principe di Bulgaria, nato il 10 ottobre 1997.
2. Beltran, principe di Bulgaria, nato il 23 marzo 1999.
3. Kyrill, principe di Bulgaria, principe di Preslav, nato l'11 luglio 1964.
4. Tassilo, principe di Bulgaria, principe di Preslav, nato il 20 gennaio 2002.
5. Kubrat, principe di Bulgaria, principe di Panagjurište, nato il 5 novembre 1965.
6. Mirko, principe di Bulgaria, principe di Panagjurište, nato il 26 aprile 1995.
7. Lukas, principe di Bulgaria, principe di Panagjurište, nato il 15 luglio 1997.
8. Tirso, principe di Bulgaria, principe di Panagjurište, nato il 3 giugno 2002.
9. Konstantin, principe di Bulgaria, principe di Vidin, nato il 5 dicembre 1967.
10. Umberto, principe di Bulgaria, principe di Vidin, nato il 20 novembre 1999.